# Associeringsavtalet mellan Europeiska unionen och Ukraina
Associeringsavtalet mellan Europeiska unionen och Ukraina slöts inom ramen för det östliga partnerskapet 2014 efter flera års förhandlingar. Associeringsavtalet mellan Europeiska unionen och Ukraina godkändes samtidigt av Europaparlamentet och Ukrainas parlament den 16 september 2014. Avtalet trädde först i kraft fullt ut efter att de nationella parlamenten i EU:s 28 medlemsstater hade ratificerat det. Den 30 maj 2017 var Nederländerna det sista EU-landet som gjorde detta. Fram till Nederländernas slutgiltiga beslut fanns ett provisoriskt avtal på plats som innebar att frihandelsdelen av avtalet redan  började gälla innan den fullständiga ratificeringen. Samarbetsavtalet kom slutligen att träda i kraft fullt ut den 1 september 2017.
Samarbetsavtalet är tänkt som en uppföljare till det partnerskaps- och samarbetsavtal som EU och Ukrainas relation vilat på sedan 1998.

## Avtalets innehåll
Associeringsavtalet inkluderar bland annat ett djupgående frihandelsavtal, där stora delar av Ukrainas lagstiftning harmoniseras med EU:s för att underlätta handel. Ukrainska medborgare ska enligt avtalet kunna resa visumfritt till EU.

## Bakgrund
Ukraina tecknade den 30 mars 2012 ett samarbetsavtal med EU inom ramen för det östliga partnerskapet. Avtalet skulle ratificeras av Ukraina i november 2013, men Ukrainas president Viktor Janukovytj valde att skjuta upp ratificeringen. Under tiden fortsatte Ukrainas regering samtal med Ryssland om ländernas framtida handelsförbindelser och om inträde i tullunionen den eurasiatiska unionen EAU (ukrainska: Євразійський Союз), tillsammans med Ryssland, Kazakstan, Armenien och Vitryssland.
I slutet av juli 2013 stoppade Ryssland importen av choklad och annat godis från Ukrainas största konfektyrproducent Roshen, som ägs av den senare presidenten Petro Porosjenko. Kvaliteten var för låg hette det officiellt, men händelsen tolkades i Ukraina och EU som ett sätt för Ryssland att stoppa Ukrainas närmande mot EU. I augusti 2013 trappades handelskriget upp, i form av ytterligare importstopp från Rysslands sida. Den 21 november inleddes oppositionens protester i huvudstaden Kiev där demonstranterna krävde Ukrainas integrering i EU-samarbetet och en västorienterad politik. Demonstranterna förespråkade ett avtal med EU istället för Ryssland.
President Viktor Janukovytj kom till EU-toppmötet i Vilnius i mitten av november 2013 med en för EU oväntad kravlista, något som ogillades av EU:s representanter. Därför valde presidenten att pausa förhandlingarna om ett samarbets- och frihandelsavtal med EU den 29 november. Beslutet väckte starka känslor hos en del av Ukrainas befolkning och en del av ukrainska diasporan. Dessa känslor förstärktes av att presidenten samtidigt höll på att färdigställa ett avtal om inträde i den eurasiatiska unionen med Ryssland. Under demonstrationerna hade presidenten flera möten med ryska representanter, som ledde till det ukrainsk-ryska handelsavtalet den 17 december.
Av EU:s krav på Ukraina för att få till stånd ett ekonomiskt avtal var det tydligaste kravet att den fängslade Julia Tymosjenko skulle friges, även om de tidigare östländerna i EU ansåg att det geopolitiskt var bäst att skriva under avtalet så fort som möjligt. Tymosjenko dömdes 2011 till sju års fängelse för förskingring och maktmissbruk efter att ha skrivit under ett gaskontrakt med Ryssland under sin tid som premiärminister, men EU såg henne som politisk fånge. Tymosjenko hade dock ingen framträdande roll i Euromajdan, förutom att hon hungerstrejkade 25 november till 6 december och framförde krav på regeringens omedelbara avgång i ett tal som lästes upp av hennes dotter Jevgenija Tymosjenko på Självständighetstorget. Partiet Fäderneslandsförbundet (Batkivsjtjyna), där Tymosjenko officiellt även var ledare, anfördes under Euromajdan och tiden därefter de facto av Arsenij Jatsenjuk, och Tymosjenkos frigivning var inte något uttalat krav från demonstranterna och deras ledare. Den 17 december, samma dag som det rysk-ukrainska avtalet blev klart, framkom det att EU fortfarande var redo att skriva under sitt avtal med Ukraina och det även utan att Julia Tymosjenko släpptes ur fängelse för att få vård mot diskbråck utomlands.

## Den nederländska folkomröstningen om samarbetsavtal med Ukraina
Nederländerna höll som enda EU-land en icke bindande folkomröstning om avtalet med Ukraina den 6 april 2016, efter att initiativet GeenPeil (ungefär: Ingen koll) 2015 med klar marginal nådde mer än de 300 000 underskrifter som krävdes för att få till stånd en icke-bindande folkomröstning i landet. Det var första gången i landets historia som en folkomröstning ägde rum efter en sådan namninsamling. I folkomröstningen röstade 61 procent av väljarna mot avtalet med Ukraina och 38 procent röstade för. Drygt 32 procent av de röstberättigade deltog i omröstningen, vilket innebar att den var giltig.
Trots detta resultat ratificerade dock Nederländerna avtalet den 30 maj 2017 som sista EU-land.